# Ryō Hara
Pour les articles homonymes, voir Hara.
Ryō Hara (原 尞, Hara Ryō), né le 18 décembre 1946 à Tosu, dans la préfecture de Saga et mort le 4 mai 2023, est un écrivain japonais, auteur de roman policier.

## Biographie
Avant de devenir écrivain, il est d'abord pianiste dans un trio de jazz, puis patron d'un night-club. « Influencé par l'œuvre de Raymond Chandler », il écrit des romans et nouvelles qui appartiennent au genre du roman noir.
Nuit sur la ville, est son premier roman policier met en scène un détective privé du nom de Sawasaki. L'enquête se déroule à Tōkyō. Chargé d'enquêter sur la disparition d'un journaliste, Sawasaki se trouve mêlé à des intrigues à la fois familiales et politiques.

## Œuvre

### Romans policiers
- Soshite yoru wa yomigaeru (そして夜は甦る, litt : « Et puis la nuit renaît »), publié au Japon en 1988 Publié en français sous le titre Nuit sur la ville, traduit par Nicole Atlan, Paris, Éditions Albin Michel, coll. « Spécial Policier », novembre 1994 (ISBN 2-226-06943-7) ; réédition, Paris, Éditions Philippe Picquier, coll. « Picquier Poche » no 205, juin 2003 (ISBN 2-87730-656-9)
- Watakushi ga koroshita shōjo (私が殺した少女, litt : « La fille que j'ai tuée ») Hayakawa éditions 1989Publié en français sous le titre La petite fille que j'ai tuée, traduit par Dominique Sylvain, Frank Sylvain et Saeko Takahashi, Paris, Atelier Akatombo, juin 2019 (ISBN 2-37927-036-8)
- Saraba nagakinemuri (さらば長き眠り, litt : « Adieu, long sommeil ») Hayakawa éditions, non traduit, 1995

## Sources
: document utilisé comme source pour la rédaction de cet article.
- Claude Mesplède (dir.), Dictionnaire des littératures policières, vol. 1 : A - I, Nantes, Joseph K, coll. « Temps noir », 2007, 1054 p. (ISBN 978-2-910-68644-4, OCLC 315873251), p. 928